# دستي بونير
دستي بونير (بالإنجليزية: Dusty Bonner)‏ هو لاعب كرة قدم أمريكية أمريكي، ولد في 27 أكتوبر 1978 في فالدوستا في الولايات المتحدة.